# Grive olivâtre
Geokichla princei
Espèce
Synonymes
- Zoothera princei

Statut de conservation UICN

 LC  : Préoccupation mineure
La Grive olivâtre (Geokichla princei, anciennement Zoothera princei) est une espèce de passereaux de la famille des Turdidae.

## Répartition
Elle est originaire du Cameroun, République démocratique du Congo, Côte d'Ivoire, Gabon, Ghana, Liberia, Ouganda et Sierra Leone.

## Habitat
Elle vit dans les forêts humides tropicales et subtropicales en plaine.